# Réserve naturelle de Steinsvika
La réserve naturelle de Steinsvika  (environ 26.3 hectares) est une réserve naturelle norvégienne créée par résolution royale le 22 juin 2018, conformément à la loi du 19 juin 2009 sur la gestion de la biodiversité de la nature et sous l'égide du Ministère de l'écologie et du climat. 
La zone de protection est incluse dans la Zone de conservation des oiseaux de Tyrifjorden et directement reliée à la zone de protection du biotope de Steinsfjorden. La baie est située dans le Steinsfjorden, entre la ferme de Stein, à Steinsåsen et Loretangen dans la commune de Hole. 
La réserve naturelle préserve une zone humide d'une importance particulière pour la diversité biologique et une vie végétale et animale très riche. Steinsvika est aire de repos, de nidification et d'alimentation particulièrement importante pour un grand nombre d'oiseaux des zones humides. La réserve comprend une crique peu profonde, y compris la partie extérieure de Gruvika (qui est située dans la partie intérieure de la crique) et une partie d'Evja. 